# 理花のおかしな実験室
『理花のおかしな実験室』（りかのおかしなじっけんしつ）は、やまもとふみによる児童文学シリーズ。2020年10月から2024年11月まで発行された。

## あらすじ
佐々木理花は理科が大嫌いな小学5年生。同じクラスには女子から人気の男の子の広瀬蒼空がいた。実は蒼空、祖父がパティシエで自分もパティシエになろうと修行をしているのだった。そして理花は蒼空とともにお菓子を作りながらもそこに隠されている科学の種を見つけていく。

## 登場人物

### メインキャラクター
佐々木理花
本作の主人公で小学5→6年生の少女。理科が大嫌いと言っているが実は大好きである。
ひょんな事から蒼空とお菓子作りをすることになる。空蒼に好意を寄せている。
広瀬蒼空
理花のクラスメイト。美男子であり、女子からの人気も高い。
祖父の弟子候補としてパティシエの修行をしており、ひょんな事から理花とお菓子作りをする事になる。理花に好意を寄せている。

### クラスメイト
金子ゆり
理花のクラスメイト。とても女の子らしい女の子。
空蒼に好意を寄せていた時期があったが今はなんとも思っていない。小3の頃に理花とギクシャクしたことがあったが後に和解し、2人でお菓子作りに挑戦した。今では大親友。
小室奈々
理花のクラスメイト。元気な女の子でサッカーチームに入っている。
桔平からデカ女と呼ばれからかわれているが、実は桔平に好意を寄せている。
町田未唯
理花のクラスメイト。乳製品アレルギーであり、チーズやバターなどが食べられない。
五十嵐桔平
理花のクラスメイト。サッカーチームに入っている。
奈々のことをデカ女と呼んでいるが、実は奈々に好意を寄せている。
石橋脩
理花のクラスメイト。勉強が趣味。
理花に好意を寄せている。よく理花を翻弄するため、蒼空からは敵対視されている。

### 理花の親族
理花のパパ
理花の父親。本名は不明。抜けている一面が多く甘い物に目がない。
理花のママ
理花の母親。本名は不明。夫とは違いしっかり者である。

### 蒼空の親族
蒼空のおじいちゃん
蒼空の父方の祖父。フルールの店主でパティシエ。
厳格な性格でヘマをやらかすことが多い蒼空を毎日のように叱っている。一方で蒼空以外の子供（主に理花）には大変甘い。
広瀬当真
蒼空の父親。蒼空のパティシエ修行に難色を示していたが、父や息子の説得を聞き考えを改める。
蒼空のママ
蒼空の母親。おじいちゃんが病院から脱走した際、慌てて追いかけた。
広瀬ユウ
蒼空のいとこ。女子のように見えるが実は男子である。
作中ではゆりのことを気にかけており、一度ダイエットのことで彼女と軋轢が生じてしまうが、後に和解。その際お互いに告白しあい、付き合うことになる。

### フルールの関係者
叶さん
フルールで弟子をつとめている男性。
気前は良いがたまに意味深な発言をすることもある。